# Breuberg
Breuberg est une municipalité allemande située dans le Land de la Hesse et l'arrondissement de l'Odenwald.